# Genome Editing
Genome Editing oder Genomchirurgie, deutsch häufig Genom-Editierung, ist ein Sammelbegriff für molekularbiologische Techniken zur zielgerichteten Veränderung von DNA, einschließlich des Erbguts von Pflanzen, Tieren und Menschen.

## Wirkungsweise

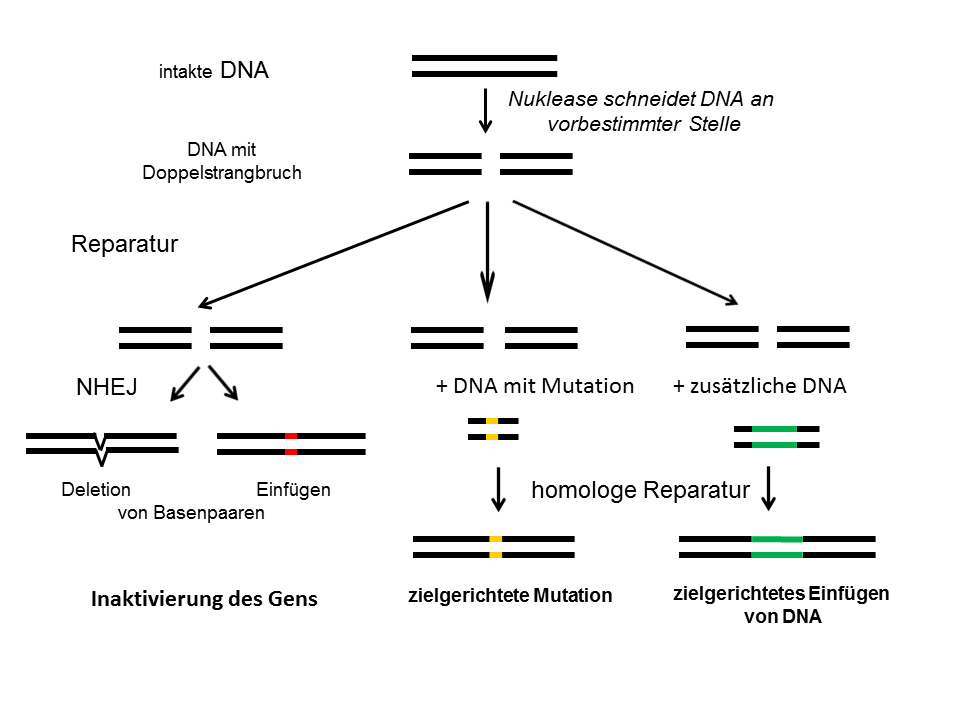
Grafik zur anschaulichen Erklärung von Genome Editing

Zum Einführen zielgerichteter Veränderungen im Erbgut von komplexen Organismen werden sogenannte Designer-Endonukleasen eingesetzt. Diese Enzyme schneiden doppelsträngige DNA an einer vorbestimmten Zielsequenz, wodurch Doppelstrangbrüche entstehen. Die Doppelstrangbrüche wiederum aktivieren DNA-Reparatur-Prozesse in der Zelle, wie das Non-homologous end-joining (NHEJ) oder die Homologe Reparatur, die auch als homology directed repair (HDR) bezeichnet wird. Während mittels NHEJ Gene gezielt inaktiviert werden, kann die HDR zum gezielten Einfügen definierter Mutationen oder ganzer DNA-Abschnitte ins Genom herangezogen werden.
Die Zeitschrift Nature Methods kürte das Genome Editing 2011 zur Methode des Jahres.

## Enzyme
Zu den häufig verwendeten Klassen von Designer-Nukleasen zählen Zinkfingernukleasen (ZFN), Transcription Activator-like Effector Nucleases (TALENs), die CRISPR/Cas-Methode, das CRISPR/Cpf1-System und Meganukleasen (modifizierte Homing-Endonukleasen). Die spezifische Erkennung der DNA erfolgt bei der Zinkfingernuklease, der TALEN und der Meganuklease durch einen bestimmten Proteinteil, während sie bei den CRISPR-Systemen durch eine spezifische RNA vermittelt wird.

## Anwendungen
Genome Editing wird für gezielte Veränderungen des Genoms von Mikroorganismen (weiße Gentechnik), Pflanzen (grüne Gentechnik), Tieren (rote Gentechnik) und beim Menschen (Gentherapie) eingesetzt. Das Genome Editing kann zum gezielten Zerstören eines Gens (Gen-Knockout), zum Einführen eines Gens an einer spezifischen Stelle im Genom (Gen-Knockin) oder zur Korrektur einer Punktmutation in einem Gen verwendet werden.

## Base Editing
Eine neue präzise Methode des Genome Editing besteht darin, einzelne Basen in der DNA-Sequenz zu verändern (Base Editing). Hierbei wird eine mutierte Form der Cas9-Nuklease, die die DNA nicht mehr schneiden kann, mit einer Deaminase gekoppelt. Dieses Fusionsprotein ist in der Lage, mit der sgRNA eine gewünschte DNA-Sequenz spezifisch zu erkennen und verändert durch Desaminierung eine Base. Im Falle der Fusion mit Cytidin-Deaminase wird das Cytidin in Uracil umgewandelt, das durch DNA-Reparatur und Replikation mit Thymidin ersetzt wird. Dadurch wird das Basenpaar C-G zu T-A mutiert. Alternativ kann Cas9 mit einer Adenosin-Deaminase gekoppelt werden, so dass das Adenosin in Inosin umgewandelt wird, das nach DNA-Reparatur und Replikation mit Guanosin ersetzt wird. In diesem Fall wird das Basenpaar A-T zu G-C umgewandelt. Die Effizienz des Base Editing liegt zwischen 5 % und 50 %. Da die DNA nicht geschnitten wird, sind unerwünschte Veränderungen weniger häufig.
Alle 12 möglichen Punktmutationen sind mit Prime Editing möglich. 2020 gelang es Forschern erstmals, die Gene von Mitochondrien zu bearbeiten. Sie erstellten dazu einen neuartigen CRISPR-freien Base-Editor „DdCBE“ auf Basis eines Bakteriengifts.

## Regulatorische Aspekte
Zurzeit besteht keine einheitliche Meinung, ob Genom-editierte Organismen wie gentechnisch veränderte Organismen (GVO) einzustufen und somit die für GVO geltenden Richtlinien anzuwenden sind. Der Zusammenschluss nationaler Wissenschaftsakademien von Mitgliedsstaaten der Europäischen Union (EASAC) weist darauf hin, dass die Regulation des Genome Editing nicht die Technik als solches erfassen soll, sondern die spezifischen Anwendungen in den einzelnen Fachgebieten. Zurzeit stehen die möglichen Anwendungen in der Landwirtschaft, aber auch der denkbare Einsatz in der Medizin im Vordergrund.

### Pflanzenzucht
Experten aus verschiedenen Ländern haben vorgeschlagen, dass Genom-editierte Pflanzen, sofern sie keine Fremd-DNA enthalten, Pflanzen aus konventioneller Züchtung gleichzustellen sind. Diese Meinung berücksichtigt die Tatsache, dass sich Genom-editierte Pflanzen häufig nicht von konventionell gezüchteten Pflanzen unterscheiden und sie sich auch durch herkömmliche Methoden züchten lassen.
Ein Urteil des Europäischen Gerichtshofs (EuGH) vom 25. Juli 2018 setzt Genom-editierte Pflanzen gentechnisch veränderten Organismen (GVO) gleich. Der Gerichtshof argumentiert, dass durch Genome Editing eine auf natürliche Weise nicht mögliche Veränderung am genetischen Material einer Pflanze vorgenommen werde. Er hält fest, dass Genome Editing nicht der konventionellen Mutagenese gleichzusetzen sei, die von den der Regulierung ausgenommen ist, da diese seit Jahrzehnten in der konventionellen Pflanzenzüchtung eingesetzt werde. Diese Beurteilung wird von Wissenschaftlern kritisiert, die darauf hinweisen, dass durch Genome Editing eine wesentlich präzisere Veränderung des Genoms erfolgt als dies bei Mutationszüchtung der Fall ist, bei der durch ionisierende Strahlung oder Genotoxine ziellos Gene verändert werden. Die Zentrale Kommission für die Biologische Sicherheit (ZKBS) sieht keine naturwissenschaftliche Grundlage für die enge Auslegung der GVO-Richtlinie durch den EuGH im Hinblick auf das Genome Editing. In einer Stellungnahme zum EuGH-Urteil weist der Bioökonomierat darauf hin, dass alle Produkte, die mit den neuen Verfahren hergestellt werden, eine sehr aufwendige und teure Zulassungsprozedur durchlaufen müssen. Er plädiert für ein risikobasiertes Genehmigungs- und Zulassungsverfahren. Die Kritik am EuGH-Urteil widerspiegelt die fundamentale Kontroverse über die Gentechnik im Allgemeinen.
In den USA sind eine Reihe von Genom-editierte Pflanzen ohne Auflagen durch deren Landwirtschaftsministerium für den kommerziellen Anbau freigegeben worden. Hierbei kann eine Firma vor der Entwicklung der entsprechenden Pflanze beim Ministerium abklären, ob eine Regulation notwendig ist oder nicht. Diese Vorabfrage beschleunigt die Entwicklung neuer Pflanzen wesentlich. Ähnliche Bestimmungen gelten unter anderem in Argentinien, Australien, Brasilien und Japan.
Die international unterschiedlichen Zulassungsvorschriften für Genom-editierte Pflanzen stellen für die Überwachungsbehörden ein kaum lösbares Problem dar, da ohne Vorkenntnisse der genetischen Veränderungen eine Kontrolle importierter Lebensmittel sehr aufwendig ist. In konkreten Fällen wird es nicht möglich sein, zu entscheiden, ob eine Mutation durch Genome Editing oder spontan entstanden ist.
Eine Arbeitsgruppe berichtet im Jahr 2020, dass es ihr gelungen sei, mit PCR eine genomeditierte herbizidresistente Rapslinie spezifisch nachzuweisen. Das Bundesamt für Verbraucherschutz und Lebensmittelsicherheit (BVL) weist darauf hin, dass mit der Methode die Punktmutation nachweisbar ist, dass es aber nicht möglich ist, zu entscheiden, ob die Mutation durch Genome Editing oder durch traditionelle Züchtungsmethoden hergestellt wurde. In der Tat scheint die mit PCR untersuchte Rapslinie durch eine spontane Mutation entstanden zu sein.

### Therapie beim Menschen
Die Anwendung des Genome Editing beim Menschen durch die Arbeiten des chinesischen Wissenschaftlers He Jiankui im November 2018 hat Kritik ausgelöst. Er hat nach eigenen Angaben den CCR5-Rezeptor bei mehreren menschlichen Embryonen deaktiviert, um so die dann geborenen Kinder immun gegen HIV zu machen. Das Vorgehen des chinesischen Forschers widerspricht nach sowohl den internationalen als auch den chinesischen ethischen Richtlinien. Nach sei ein internationales Gremium nötig, um bindende Vorschriften zu erlassen. Die Technik sei noch nicht ausgereift und es gebe Alternativen wie die Präimplantationsdiagnostik, als dass man in jedem Falle zu dieser Methode greifen könne. Es gebe jedoch auch die Auffassung, dass das Verfahren begrenzt sei und dass es wichtige medizinische Erfordernisse gebe, die anders nicht zu erreichen seien.